# Kruidvlier
De kruidvlier (Sambucus ebulus), ook wel lage vlier of hadik genoemd, is een overblijvende plant die behoort tot de muskuskruidfamilie (Adoxaceae). De plant komt van nature voor in Eurazië en wordt ook in de siertuin gebruikt. In Nederland staat de soort op de Nederlandse Rode lijst van planten als zeer zeldzaam en sterk afgenomen.
De plant wordt 60–150 cm hoog, hij vormt een kruipende wortelstok (rizoom) en heeft een gegroefde, kruidachtige stengel. De onevengeveerde bladeren hebben zeven tot elf blaadjes en bladachtige, eironde, gezaagde steunblaadjes.
De kruidvlier bloeit in juli en augustus met roodachtig witte, naar bittere amandelen geurende bloemen. De bloeiwijze is een vlakke tuil. De helmknoppen zijn rood en verkleuren bruinrood. De vrucht is een zwarte steenvrucht met drie zaden. De zaden worden verspreid door vogels.
De bladeren, vruchten en zaden bevatten de glycosiden sambunigrine en prunasine en zijn daarom giftig. In tegenstelling tot die van de gewone vlier (Sambucus nigra) zijn de bessen niet eetbaar.

## Ecologie
De plant komt voor op vochtige, kalkhoudende grond langs akker- en bosranden, op dijken en in bermen, in Nederland vooral in het rivierengebied en de hellingbossen van Zuid-Limburg. Hij kan plaatselijk massaal voorkomen en een monocultuur vormen. Kruidvlier is slecht bestand tegen herhaald maaien.
Kruidvlier is een kensoort van de kruidvlier-associatie.

## Namen in andere talen
- Duits: Zwerg-Holunder, Attich, Feldholunder, wilder Holunder
- Engels: danewort, dane weed, danesblood, dwarf elder, walewort (wallwort), elderwort, blood hilder
- Frans: hièble, yèble, petit sureau
- Zweeds: sommarfläder, mannablod, sommarhyll